# Collegio uninominale Lombardia 4 - 02 (2020)
Il collegio elettorale uninominale Lombardia 4 - 02 è un collegio elettorale uninominale della Repubblica Italiana per l'elezione della Camera dei deputati.

## Territorio
Come previsto dalla legge n. 51 del 27 maggio 2019, il collegio è stato definito tramite decreto legislativo all'interno della circoscrizione Lombardia 4.
È formato dal territorio dell'intera provincia di Lodi (60 comuni), da 11 comuni della città metropolitana di Milano: Carpiano, Cerro al Lambro, Colturano, Dresano, Mediglia, Melegnano, Paullo, San Colombano al Lambro, San Zenone al Lambro, Tribiano e Vizzolo Predabissi e da 29 comuni della provincia di Pavia: Badia Pavese, Bascapè, Bornasco, Ceranova, Chignolo Po, Copiano, Corteolona e Genzone, Costa de' Nobili, Gerenzago, Giussago, Inverno e Monteleone, Landriano, Lardirago, Magherno, Marzano, Miradolo Terme, Monticelli Pavese, Pieve Porto Morone, Roncaro, San Zenone al Po, Santa Cristina e Bissone, Siziano, Torre d'Arese, Torrevecchia Pia, Vidigulfo, Villanterio, Vistarino, Zeccone e Zerbo.
Il collegio è parte del collegio plurinominale Lombardia 4 - 01.

## Eletti
| Elezione | Elezione | Deputato       | Partito           |
| -------- | -------- | -------------- | ----------------- |
|          | 2022     | Fabio Raimondo | Fratelli d'Italia |

## Dati elettorali

### XIX legislatura
Come previsto dalla legge elettorale, 147 deputati sono eletti con sistema a maggioranza relativa in altrettanti collegi uninominali a turno unico.
| Candidati                                 | Candidati                | Voti    | %     | Liste                                 | Voti    | %     |
| ----------------------------------------- | ------------------------ | ------- | ----- | ------------------------------------- | ------- | ----- |
|                                           | Fabio Raimondo ✔️ Eletto | 99 724  | 53,95 | Fratelli d'Italia                     | 56 366  | 30,50 |
| Lega per Salvini Premier                  | Fabio Raimondo ✔️ Eletto | 99 724  | 53,95 | 25 363                                | 13,72   |       |
| Forza Italia                              | Fabio Raimondo ✔️ Eletto | 99 724  | 53,95 | 16 451                                | 8,90    |       |
| Noi moderati/Lupi - Toti - Brugnaro - UDC | Fabio Raimondo ✔️ Eletto | 99 724  | 53,95 | 1 544                                 | 0,84    |       |
|                                           | Paolo Costanzo           | 46 435  | 25,12 | Partito Democratico-IDP               | 34 786  | 18,82 |
| +Europa                                   | Paolo Costanzo           | 46 435  | 25,12 | 5 440                                 | 2,94    |       |
| Alleanza Verdi e Sinistra                 | Paolo Costanzo           | 46 435  | 25,12 | 5 431                                 | 2,94    |       |
| Impegno Civico - Centro Democratico       | Paolo Costanzo           | 46 435  | 25,12 | 778                                   | 0,42    |       |
|                                           | Valentina Barzotti       | 15 622  | 8,45  | Movimento 5 Stelle                    | 15 622  | 8,45  |
|                                           | Bianca Baruelli          | 14 478  | 7,83  | Azione - Italia Viva - Calenda        | 14 478  | 7,83  |
|                                           | Cristiano Schiavi        | 3 603   | 1,95  | Italexit                              | 3 603   | 1,95  |
|                                           | Donatella Proietti       | 1 721   | 0,93  | Italia Sovrana e Popolare             | 1 721   | 0,93  |
|                                           | Iara Savoia              | 1 663   | 0,90  | Unione Popolare                       | 1 663   | 0,90  |
|                                           | Edoardo Polacco          | 909     | 0,49  | Vita                                  | 909     | 0,49  |
|                                           | Veronica Rinaldi         | 385     | 0,21  | Alternativa per l'Italia (PdF - Exit) | 385     | 0,21  |
|                                           | Silvia Mariotti          | 169     | 0,09  | Free                                  | 169     | 0,09  |
|                                           | Rita Rocco               | 121     | 0,07  | Noi di Centro – Europeisti            | 121     | 0,07  |
| Totale                                    | Totale                   | 184 830 | 100   |                                       | 184 830 | 100   |
|                                           |                          |         |       |                                       |         |       |
| Schede bianche                            | Schede bianche           | 2 670   | 1,38  |                                       |         |       |
| Schede nulle                              | Schede nulle             | 5 409   | 2,80  |                                       |         |       |
| Votanti                                   | Votanti                  | 192 909 | 69,28 |                                       |         |       |
| Elettori                                  | Elettori                 | 278 450 |       |                                       |         |       |